# Salavinera
Salavinera o San Pedro Salavinera (oficialmente y en catalán, Sant Pere Sallavinera) es un municipio español de la comarca de Noya, en la provincia de Barcelona, situado al norte de la comarca y en el límite con las del Bages y el Solsonés. 

## Demografía
Salavinera cuenta con una población de 158 habitantes (INE 2024).
| Gráfica de evolución demográfica de Salavinera entre 1842 y 2021 |
| |
| Población de derecho según los censos de población del INE. Población de hecho según los censos de población del INE.En este censo se denominaba San Pedro de Salaviñera: 1842. En estos censos se denominaba Salavinera: 1857, 1860, 1877, 1887, 1897, 1900, 1910, 1920, 1930, 1940, 1950, 1960, 1970 y 1981. |

| 1900 | 1930 | 1950 | 1970 | 1981 | 1986 |
| ---- | ---- | ---- | ---- | ---- | ---- |
| 300  | 377  | 353  | 224  | 183  | 194  |

## Comunicaciones
Se accede a la población desde la salida 107 de la C-25.

## Economía
Agricultura de secano, ganadería, avicultura, minería y envasado de agua mineral.

## Monumentos y lugares de interés
- Iglesia de San Pedro Sallavinera, de estilo románico.
- Castillo de Boixadors.
- Iglesia de San Pedro de Boixadors, de estilo románico.
- Núcleo medieval de La Fortesa.
- Aeródromo de Calaf-Salavinera